# Eurytoma larvicola
Eurytoma larvicola är en stekelart som beskrevs av Girault 1925. Eurytoma larvicola ingår i släktet Eurytoma och familjen kragglanssteklar.
Artens utbredningsområde är Egypten. Inga underarter finns listade i Catalogue of Life.